# Tripogandra disgrega
Tripogandra disgrega är en himmelsblomsväxtart som först beskrevs av Carl Sigismund Kunth, och fick sitt nu gällande namn av Robert Everard Woodson. Tripogandra disgrega ingår i släktet Tripogandra och familjen himmelsblomsväxter. Inga underarter finns listade.